# Enrique Serna
Enrique Serna est un narrateur et essayiste mexicain né le 11 janvier ou le 7 février 1959.
On peut citer parmi ses œuvres les romans Quand je serai roi, Mademoiselle Mexique, La peur des bêtes, Le séducteur de la patrie (Prix Mazatlán, 2000), Anges des abysses (Prix Colima, 2004), Fruit vert, et Coup de sang (Prix Antonin Artaud, 2010); les recueils de nouvelles Amour d'occasion, L’orgasmpograhe et La tendresse cannibale, et l’essai Généalogie de la superbe intellectuelle. Gabriel García Márquez inclut un de ses contes, L’homme avec le minotaure sur la poitrine, parmi les 10 meilleurs récits mexicains de la fin du XXe siècle. Il apparaît dans presque toutes les anthologies narratives mexicaines contemporaines et a été traduit et publié en Angleterre, en France, en Italie et en Espagne. Il est un collaborateur habituel de la revue Letras Libres.

## Principales publications en France
- Amours d’occasion, traduit de l’espagnol mexicain par Marie Ange-Brillaud, France, Villelongue d‘Aude, Éditions Atelier du Gué, 2004[1].
- La peur des bêtes, traduit par François Gaudry, Paris, Éditions Phébus, 2006[1].
- Quand je serai roi, traduit par François Gaudry, Paris, Éditions Metailié, 2009[2].
- Coup de sang, traduit par François Gaudry, Paris, Éditions Metailié, 2013[3].
- La Double vie de Jesús, traduit par François Graudry, Paris, Éditions Métailié, 2016

## Sources
- (es) Cet article est partiellement ou en totalité issu de l’article de Wikipédia en espagnol intitulé « Enrique Serna » (voir la liste des auteurs).
- Martine Laval, « La Peur des bêtes. Enrique Serna », Télérama, no 2971,‎ 23 décembre 2006 (lire en ligne).
- Xavier Houssin, « "Quand je serai roi", d'Enrique Serna : en arrachant les épines du cactus », Le Monde,‎ 12 mars 2009 (lire en ligne).
- Rédaction 20 minutes, « "Coup de sang" de Enrique Serna chez Métailié (Paris, France) », 20 minutes,‎ 25 avril 2013 (lire en ligne).